# Welcome Home Baby
Welcome Home Baby ist ein österreichisch-deutscher Spielfilm von Andreas Prochaska aus dem Jahr 2025.

## Handlung
Judith wurde als Kind von ihrer Familie weggegeben. Mittlerweile lebt sie als Notärztin in Berlin. Eines Tages erfährt sie, dass sie ein Haus in Österreich geerbt hat. Als Judith ihr Erbe antreten möchte, gelangt sie in eine dämonische, von Frauen dominierte Gemeinschaft. Auf der Suche nach dem Geheimnis ihrer Herkunft, entfesselt sie ungeahnte Kräfte. Daraufhin beginnt Judith alles in Frage zu stellen, was sie über ihr Leben, ihre Familie und ihre Ehe gedacht hat.

## Veröffentlichung
Die Weltpremiere von Welcome Home Baby erfolgte im Februar 2025 im Rahmen der Internationalen Filmfestspiele Berlin. Dort wurde das Werk in die Sektion Panorama aufgenommen.